# Institut Antoni de Martí i Franquès

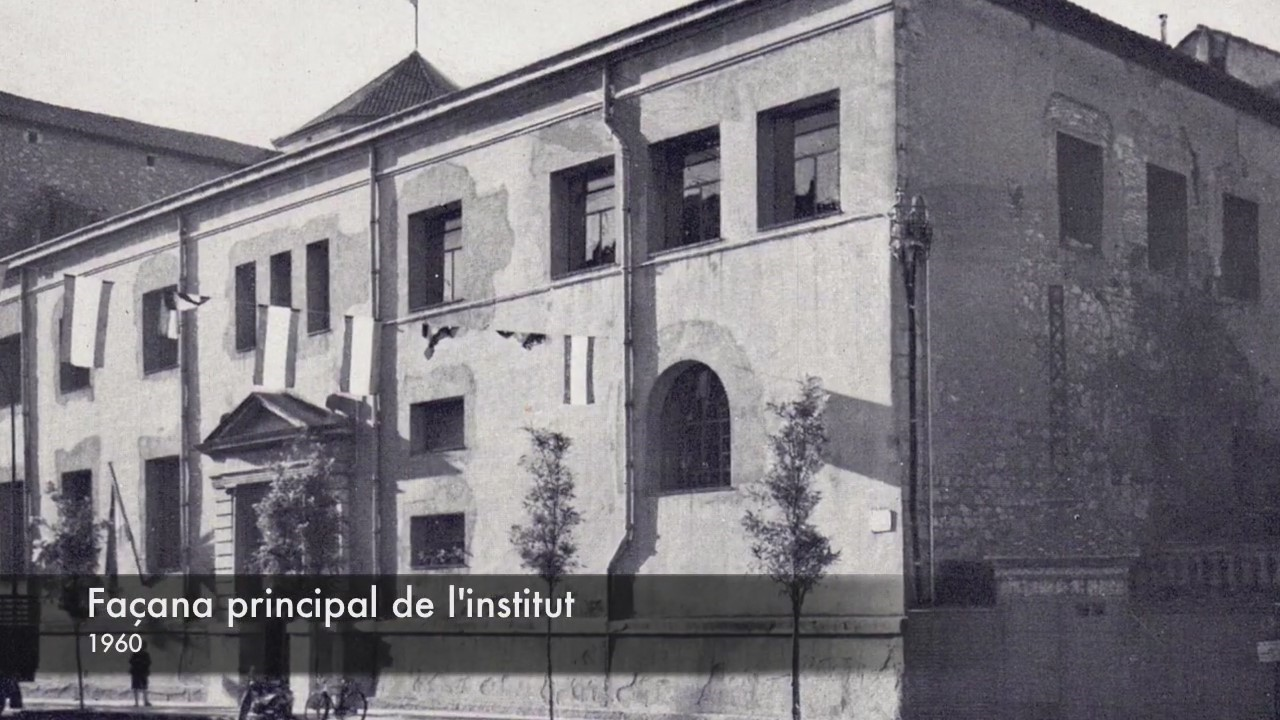
Façana de l'antic emplaçament de l'institut Antoni de Martí i Franquès (1960)

L'Institut Antoni de Martí i Franquès és un institut públic de Tarragona que es troba als carrers Enric d'Ossó, on hi ha l'entrada principal, Vidal i Barraquer i la plaça d'Orleans. Al centre hi estudien uns 1.400 alumnes aproximadament i hi treballen 120 persones entre professors i altre personal (curs 2020-2021) essent un dels més grans de Catalunya Té el nom en reconeixement del químic Antoni de Martí i Franquès.
Fundat l'any 1845 amb 160 alumnes, va tenir la seva seu originària a la Rambla Vella, a l'antic convent dels franciscans, actualment transformat en seu dels Serveis Territorials d'Ensenyament, de l'Arxiu Històric i en l'Institut Pons d'Icart. El 20 d'octubre de 1976 s'inaugura el nou edifici del centre situat a l'actual emplaçament.

## Alumnes destacats
- Daniel Recasens (Figuerola del Camp, 1899 - Barcelona, 1975).[5] Metge.
- Josep Maria Recasens (Tarragona, 1918-2013). Polític.
- Lluís Mezquida, Petròfilo (Tarragona, 1920-2004). Periodista.
- Gervasio Sánchez (Còrdova, 1959). Fotògraf.[6]
- Lluís Amiguet (Tarragona, 1964). Periodista.[7]
- Jordi Roca (Tarragona, 1970). Polític.[8]
- Carles Castillo (Tarragona, 1975). Polític.[9]
- Carlos Latre (Castelló de la Plana, 1979). Humorista.[10]
- Laia Estrada (Tarragona, 1982). Política.[11]
- Rubén Viñuales (Tarragona, 1983). Polític.[12]
- Francesc Marco-Palau (Tarragona, 1989). Historiador.[13]
- Júlia Creus (Tarragona, 1994). Actriu.[14]
- Pol Guasch (Tarragona, 1997). Poeta.[15]

## Estudi sobre la llengua (1992)
L'any 1992 va realitzar-se un estudi sobre l'ús de la llengua per part dels alumnes que es va repetir el curs 2001-2002. Els alumnes enquestats tenien entre 13-15 anys i d'entre 17-19 anys, tant el 1992 com el 2002. El nombre dels enquestats de l'estudi representa un 21% dels alumnes de diürn, que eren un miler. El 80% dels alumnes dominaven la llengua catalana tant en l'àmbit oral com en l'escrit el 1992, però el 2001 s'observa una gran millora (fins al 92%) en els dos àmbits esmentats. Encara que el 2002 un 5% de l'alumnat es veia incapaç de mantenir una conversa en català, fins a un 40% pensava tenir un domini excel·lent de la llengua, el que suposava una gran millora.
L'ús del castellà en l'àmbit privat decreix bastant i, segons les dades de 2002, un 44% parla sempre en català amb el pare i un 48% amb la mare. Fora dels límits d'aquesta privacitat, en el dia a dia, als mitjans de comunicació i a les lectures voluntàries predomina l'opció bilingüe. D'altra banda, en l'escriptura de les notes personals la llengua predominant era el català.
El 45% dels alumnes que consideraven el català com a llengua pròpia es van mantenir en un 45%, mentre que els que consideraven el castellà com a pròpia van baixar fins al 27%. Pel que fa al futur de la llengua, un 54% es desplaça cap al bilingüisme i no únicament cap al català. Tot i això, s'ha de remarcar que aquest bilingüisme es decanta més pel castellà, tenint en compte que un 45% hagués canviat els seus coneixements de català a uns d'anglès si hagués pogut. Un 58% afirmava que estudiava més a gust en català i al 31% no li era difícil adaptar-se. A més a més, responent a la pregunta Quins han estat els vehicles del teu aprenentatge del català?, augmentava notablement la influència dels pares. El 2002, només el 65% del professorat exercia les classes en català. Tot i que un 79% del professorat assegurava que impartia les classes en català, quan es preguntava als progenitors i alumnes, semblava que a l'hora de la veritat hi havia un gran percentatge que les feia en castellà.
El 2002 hi va haver un desplaçament de l'ús del castellà cap al bilingüisme, tot i mantenir-se la fidelitat dels catalans cap al monolingüisme en l'àmbit privat. Els joves d'entre 13 i 15 anys mostraven un interès més gran per la llengua i un bon ús d'aquesta, a diferència dels més grans d'entre 17 i 19.